# NHL Entry Draft 2008

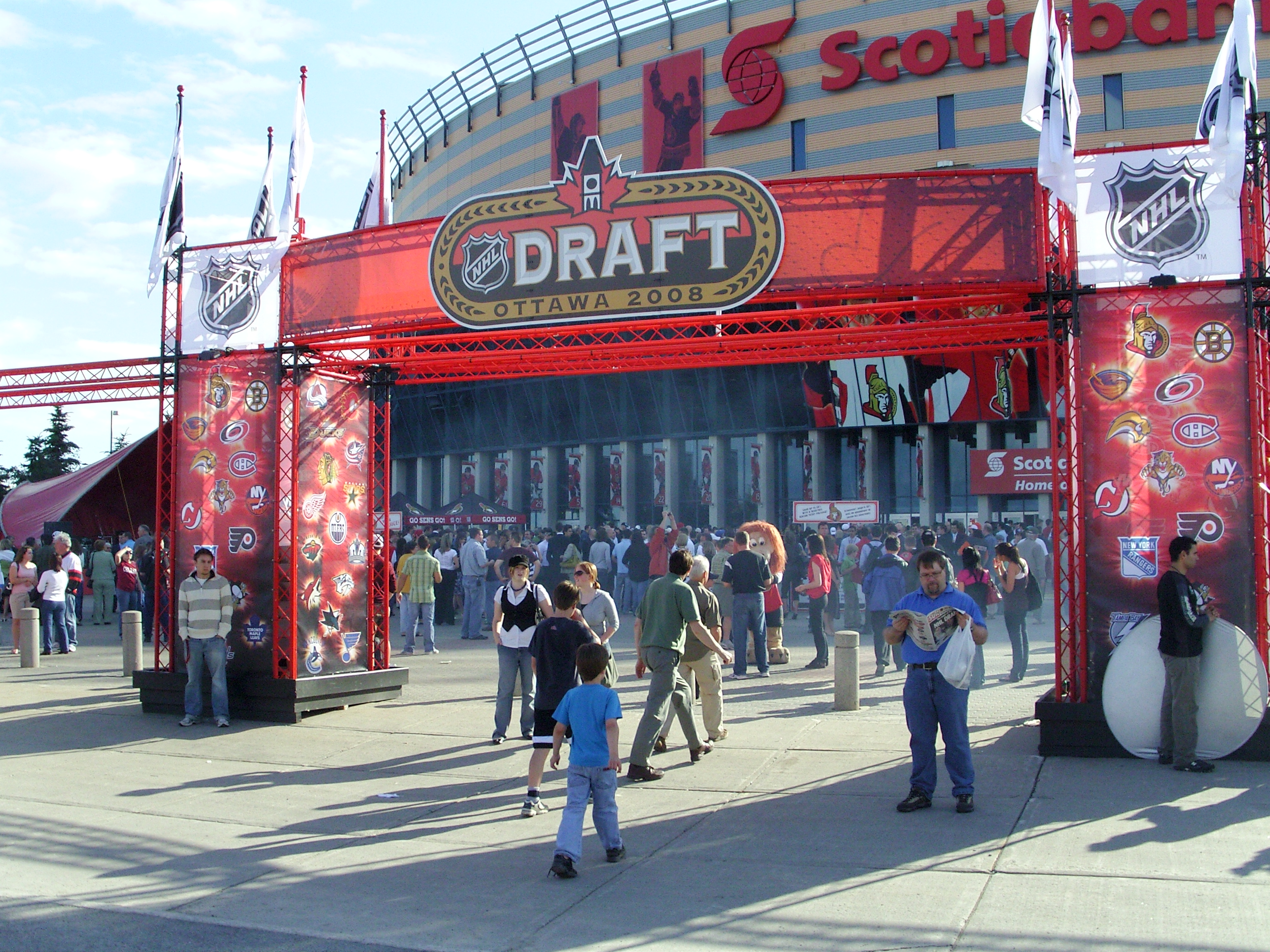
Scotiabank Place

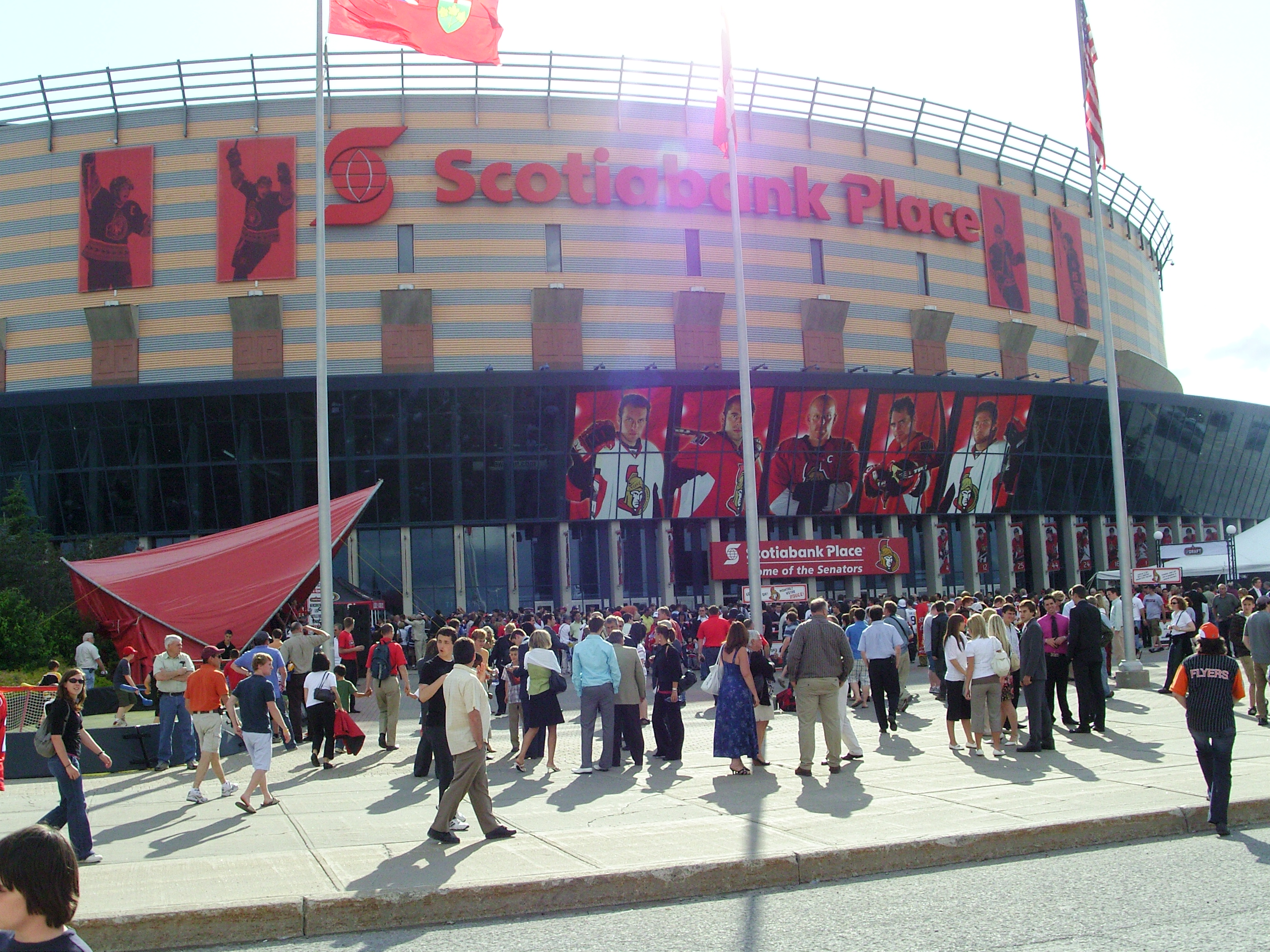
Scotiabank Place

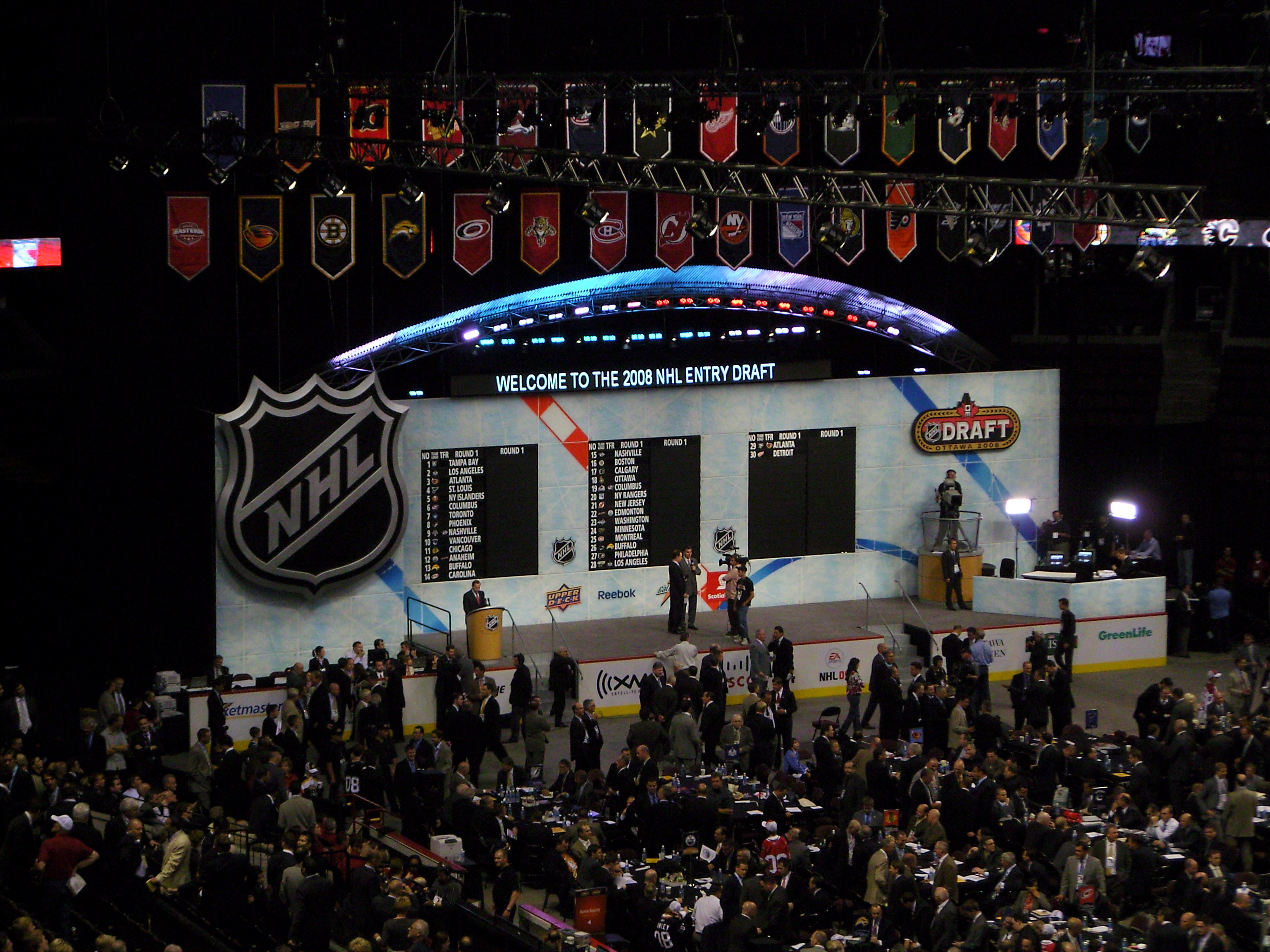
Scena podczas wyborów.

NHL Entry Draft 2008 był 46. draftem w historii NHL. Odbył się w dniach 20–21 czerwca w Scotiabank Place w Ottawie, stolicy Kanady. Z 1 numerem został wydraftowany Kanadyjczyk Steven Stamkos do Tampa Bay Lightning.

## Ranking skautów

### Zawodnicy z pola
| Lp. | Ameryka Północna     | Europa                 |
| --- | -------------------- | ---------------------- |
| 1   | Steven Stamkos (C)   | Nikita Fiłatow (LW)    |
| 2   | Zach Bogosian (D)    | Kiriłł Pietrow (RW)    |
| 3   | Drew Doughty (D)     | Mattias Tedenby (LW)   |
| 4   | Tyler Myers (D)      | Erik Karlsson (D)      |
| 5   | Luke Schenn (D)      | Anton Gustafsson (C)   |
| 6   | Alex Pietrangelo (D) | Roman Josi (D)         |
| 7   | Kyle Beach (LW)      | Wiktor Tichonow (RW)   |
| 8   | Zach Boychuk (C)     | Wiaczesław Wojnow (D)  |
| 9   | Cody Hodgson (C)     | Jewgienij Graczew (C)  |
| 10  | Colin Wilson (C)     | Dmitrij Kugryszew (RW) |

### Bramkarze
| Lp. | Ameryka Północna | Europa          |
| --- | ---------------- | --------------- |
| 1   | Thomas McCollum  | Jacob Markström |
| 2   | Chet Pickard     | Harri Säteri    |
| 3   | Peter Delmas     | Anders Lindbäck |

## Draft 2008

### Runda 1
| #  | Zawodnik              | Narodowość | Drużyna NHL                                             | Klub macierzysty                        |
| -- | --------------------- | ---------- | ------------------------------------------------------- | --------------------------------------- |
| 1  | Steven Stamkos (C)    | Kanada     | Tampa Bay Lightning                                     | Sarnia Sting (OHL)                      |
| 2  | Drew Doughty (D)      | Kanada     | Los Angeles Kings                                       | Guelph Storm (OHL)                      |
| 3  | Zach Bogosian (D)     | USA        | Atlanta Thrashers                                       | Peterborough Petes (OHL)                |
| 4  | Alex Pietrangelo (D)  | Kanada     | St. Louis Blues                                         | Niagara IceDogs (OHL)                   |
| 5  | Luke Schenn (D)       | Kanada     | Toronto Maple Leafs (z NY Islanders)                    | Kelowna Rockets (WHL)                   |
| 6  | Nikita Fiłatow (LW)   | Rosja      | Columbus Blue Jackets                                   | CSKA Moskwa                             |
| 7  | Colin Wilson (C)      | USA        | Nashville Predators (z Toronto via NY Islanders)        | Boston University (Hockey East)         |
| 8  | Mikkel Bødker (LW)    | Dania      | Phoenix Coyotes                                         | Kitchener Rangers (OHL)                 |
| 9  | Josh Bailey (C)       | Kanada     | New York Islanders (z Nashville via Florida)            | Windsor Spitfires (OHL)                 |
| 10 | Cody Hodgson (C)      | Kanada     | Vancouver Canucks                                       | Brampton Battalion (OHL)                |
| 11 | Kyle Beach (LW)       | Kanada     | Chicago Blackhawks                                      | Everett Silvertips (WHL)                |
| 12 | Tyler Myers (D)       | Kanada     | Buffalo Sabres (z Edmonton via Anaheim via Los Angeles) | Kelowna Rockets (WHL)                   |
| 13 | Colten Teubert (D)    | Kanada     | Los Angeles Kings (z Buffalo)                           | Regina Pats (WHL)                       |
| 14 | Zach Boychuk (C)      | Kanada     | Carolina Hurricanes                                     | Lethbridge Hurricanes (WHL)             |
| 15 | Erik Karlsson (D)     | Szwecja    | Ottawa Senators (z Nashville)                           | Frölunda HC                             |
| 16 | Joe Colborne (LW)     | Kanada     | Boston Bruins                                           | Camrose Kodiaks (AJHL)                  |
| 17 | Jake Gardiner (D)     | USA        | Anaheim Ducks (z Calgary via Los Angeles)               | Minnetonka High School (USHS-Minnesota) |
| 18 | Chet Pickard (G)      | Kanada     | Nashville Predators (z Ottawy)                          | Tri-City Americans (WHL)                |
| 19 | Luca Sbisa (D)        | Szwajcaria | Philadelphia Flyers (z Colorado via Columbus)           | Lethbridge Hurricanes (WHL)             |
| 20 | Michael Del Zotto (D) | Kanada     | New York Rangers                                        | Oshawa Generals (OHL)                   |
| 21 | Anton Gustafsson (C)  | Szwecja    | Washington Capitals (z New Jersey)                      | Frölunda HC                             |
| 22 | Jordan Eberle (C)     | Kanada     | Edmonton Oilers (z Anaheim)                             | Regina Pats (WHL)                       |
| 23 | Tyler Cuma (D)        | Kanada     | Minnesota Wild (z Washingtonu via New Jersey)           | Ottawa 67’s (OHL)                       |
| 24 | Mattias Tedenby (LW)  | Szwecja    | New Jersey Devils (z Minnesoty)                         | HV 71 Jönköping                         |
| 25 | Greg Nemisz (RW)      | Kanada     | Calgary Flames (z Montrealu)                            | Windsor Spitfires (OHL)                 |
| 26 | Tyler Ennis (C)       | Kanada     | Buffalo Sabres (z San Jose)                             | Medicine Hat Tigers (WHL)               |
| 27 | John Carlson (D)      | USA        | Washington Capitals (z Philadelphii)                    | Indiana Ice (USHL)                      |
| 28 | Wiktor Tichonow (RW)  | Rosja      | Phoenix Coyotes (z Dallas via Los Angeles via Anaheim)  | Siewierstal Czerepowiec                 |
| 29 | Daultan Leveille (C)  | Kanada     | Atlanta Thrashers (z Pittsburgh)                        | St. Catharines Falcons (GOJHL)          |
| 30 | Thomas McCollum (G)   | USA        | Detroit Red Wings                                       | Guelph Storm (OHL)                      |

### Runda 2
| #  | Zawodnik               | Narodowość | Drużyna NHL                                   | Klub macierzysty              |
| -- | ---------------------- | ---------- | --------------------------------------------- | ----------------------------- |
| 31 | Jacob Markström (G)    | Szwecja    | Florida Panthers (z Tampa Bay)                | Brynäs J20                    |
| 32 | Wiaczesław Wojnow (D)  | Rosja      | Los Angeles Kings                             | Traktor Czelabińsk            |
| 34 | Jake Allen (G)         | Kanada     | St. Louis Blues                               | St. John’s Fog Devils (QMJHL) |
| 38 | Roman Josi (D)         | Szwajcaria | Nashville Predators (z Toronto przez Phoenix) | SC Bern                       |
| 39 | Eric O’Dell (C)        | Kanada     | Anaheim Ducks (z Phoenix)                     | Sudbury Wolves (OHL)          |
| 42 | Patrick Wiercioch (D)  | Kanada     | Ottawa Senators (z Chicago)                   | Omaha Lancers (USHL)          |
| 43 | Justin Schultz (D)     | Kanada     | Anaheim Ducks (za Edmonton)                   | Westside Warriors (BCHL)      |
| 58 | Dmitrij Kugryszew (RW) | Rosja      | Washington Capitals (z Philadelphia)          | CSKA Moskwa                   |

### Runda 3
| #  | Zawodnik               | Narodowość | Drużyna NHL        | Klub macierzysty  |
| -- | ---------------------- | ---------- | ------------------ | ----------------- |
| 65 | Jori Lehterä (C)       | Finlandia  | St. Louis Blues    | Tappara           |
| 73 | Kiriłł Pietrow (LW/RW) | Rosja      | New York Islanders | Ak Bars Kazań     |
| 82 | Adam Henrique (C)      | Kanada     | New Jersey Devils  | Windsor Spitfires |

### Runda 4
| #   | Zawodnik                | Narodowość | Drużyna NHL                                 | Klub macierzysty   |
| --- | ----------------------- | ---------- | ------------------------------------------- | ------------------ |
| 93  | Braden Holtby (G)       | Kanada     | Washington Capitals (z Los Angeles)         | Saskatoon Blades   |
| 98  | Michaił Stefanowicz (C) | Białoruś   | Toronto Maple Leafs                         | Quebec Remparts    |
| 102 | David Ullström (LW)     | Szwecja    | New York Islanders                          | HV71               |
| 106 | Harri Säteri (G)        | Finlandia  | San Jose Sharks (z Nashville)               | Tappara            |
| 109 | André Petersson (LW)    | Szwecja    | Ottawa Senators                             | HV71               |
| 114 | T.J. Brodie (D)         | Kanada     | Calgary Flames (z Waszyngtonu przez Boston) | Saginaw Spirit     |
| 116 | Jason Missiaen (G)      | Kanada     | Montreal Canadiens                          | Peterborough Petes |
| 121 | Gustav Nyquist (LW)     | Szwecja    | Detroit Red Wings                           | Malmö J20          |

### Runda 5
| #   | Zawodnik              | Narodowość | Drużyna NHL        | Klub macierzysty          |
| --- | --------------------- | ---------- | ------------------ | ------------------------- |
| 123 | Andriej Łoktionow (C) | Rosja      | Los Angeles Kings  | Łokomotiw Jarosław 2      |
| 138 | Maksim Truniow (RW)   | Rosja      | Montreal Canadiens | Siewierstal Czerepowiec 2 |
| 149 | Philip Larsen (D)     | Dania      | Dallas Stars       | Frölunda                  |

### Runda 6
| #   | Zawodnik               | Narodowość        | Drużyna NHL           | Klub macierzysty      |
| --- | ---------------------- | ----------------- | --------------------- | --------------------- |
| 153 | Justin Azevedo (C)     | Kanada            | Los Angeles Kings     | Kitchener Rangers     |
| 157 | Cam Atkinson (RW)      | Stany Zjednoczone | Columbus Blue Jackets | Avon Old Farms (USHS) |
| 163 | Teemu Hartikainen (LW) | Finlandia         | Edmonton Oilers       | KalPa                 |
| 170 | Jonas Holøs (D)        | Norwegia          | Colorado Avalanche    | Sparta Warriors       |

### Runda 7
| #   | Zawodnik            | Narodowość | Drużyna NHL                      | Klub macierzysty |
| --- | ------------------- | ---------- | -------------------------------- | ---------------- |
| 182 | Matias Sointu (PS)  | Finlandia  | Tampa Bay Lightning              | Ilves            |
| 201 | Jani Lajunen (C)    | Finlandia  | Nashville Predators              | Blues            |
| 207 | Anders Lindbäck (G) | Szwecja    | Nashville Predators (z San Jose) | Brynäs           |